# Toongeslacht
De muziektheorie verstaat onder het toongeslacht de manier waarop een tetrachord wordt opgebouwd: uit welke typische intervallen of tonen het bestaat. De westerse klassieke muziek kent qua tonaliteit vooral het diatonische toongeslacht, waarbij het tetrachord opgebouwd is uit diatonisch elkaar opvolgende seconden, en waarbij een toonladder bestaat uit twee elkaar opvolgende tetrachorden.

## Geschiedenis
De term 'toongeslacht' komt van het Oudgriekse genos. Deze term omvatte in de muziektheorie van het oude Griekenland het diatonische, het chromatische en het enharmonische toongeslacht (Lat. genus, meervoud genera). (Die chromatische en enharmonische wendingen staan niet voor hetzelfde als de tegenwoordige begrippen chromatiek en enharmoniek.) Naast deze toongeslachten kenden zij ook nog de pentatoniek.
Het toongeslacht (genus) doelt op de bouw van het tetrachord met zijn specifieke kenmerken. Er zijn sinds de Klassieke Oudheid drie toongeslachten: het diatonische, het chromatische en het enharmonische. De chromatische en enharmonische toongeslachten werden in de westerse muziek geweerd want waren minder "zuiver": wulpse kwarttonen en overmatige seconden werden niet gesmaakt en zelfs ethisch onzuiver gevonden. Vandaar werd er in het westen vele eeuwen muziek geschreven met gebruik van het diatonische toongeslacht. Los van ethische gronden blijft tot op vandaag in het westen dit diatonische toongeslacht van tel. In dat diatonische toongeslacht heb je allerlei toonsoorten (modi), zoals de gregoriaanse kerkmodi (eolische, dorische, frygische, lyrische en mixolydische met zijn plagale of hypomodi en hypermodi).
Vanaf de barok werden een lange tijd de oudere modi (dorisch, frygisch, enz.) bijna volledig verdrongen door de recentere: de ionische modus of majeur (grotetertstoonladder) én een afleiding van de eolische modus want met toevoeging van een leidtoon, m.n. mineur harmonisch (kleinetertstoonladder harmonisch) waar soms i.f.v. de melodie een melodisch stijgende of dalende (eolische) wending werd toegepast. Deze werden toen de twee gebruikelijke toonsoorten (uiteraard nog altijd resulterend onder het diatonische toongeslacht!). De toonaard geeft dan zowel de toonsoort weer (majeur of mineur harmonisch) als de absolute toon of toonhoogte (finalis of tonica) waarop die toonladder (bestaande uit twee diatonische tetrachorden) wordt opgebouwd.